# Herman af Kullberg
Sven Anders Herman af Kullberg, född 27 augusti 1848 i Stockholm, död  29 augusti 1906 i Jakob och Johannes församling, Stockholm, var en svensk militär.

## Biografi
af Kullberg var son till August af Kullberg av adelsätten af Kullberg och Sofia Themptander. Vidare var han sonson till biskopen Anders Carlsson af Kullberg och dotterson till justitierådet Sven Themptander, därmed kusin till den förutvarande svenske statsministern Robert Themptander.
Han blev kadett vid Karlberg den 3 april 1865, och utexaminerades därifrån i mars 1870. Därefter blev han underlöjtnant vid andra livgardet. Sedermera löjtnant 1875. År 1878 tillförordnades han som regementsintendent, och tog avsked med "tur och befordringsrätt" den 23 januari 1879. Vidare var han kapten i regementet 1885, och verkställande direktör i Militärekiperingsaktiebolaget 1886. Han förlänades med Riddare av Vasaorden den 30 november 1889 och som intendent av första klassen den 12 december 1902. 
af Kullberg var gift med Jenny Hichens, dotter till grosshandlaren Benjamin Hichens. Han avled vid en ålder av 58 år på Sophiahemmet. Makarna af Kullberg är begravda på Norra begravningsplatsen utanför Stockholm.